# Étréchy (Marna)
Étréchy è un comune francese di 124 abitanti situato nel dipartimento della Marna nella regione del Grand Est.

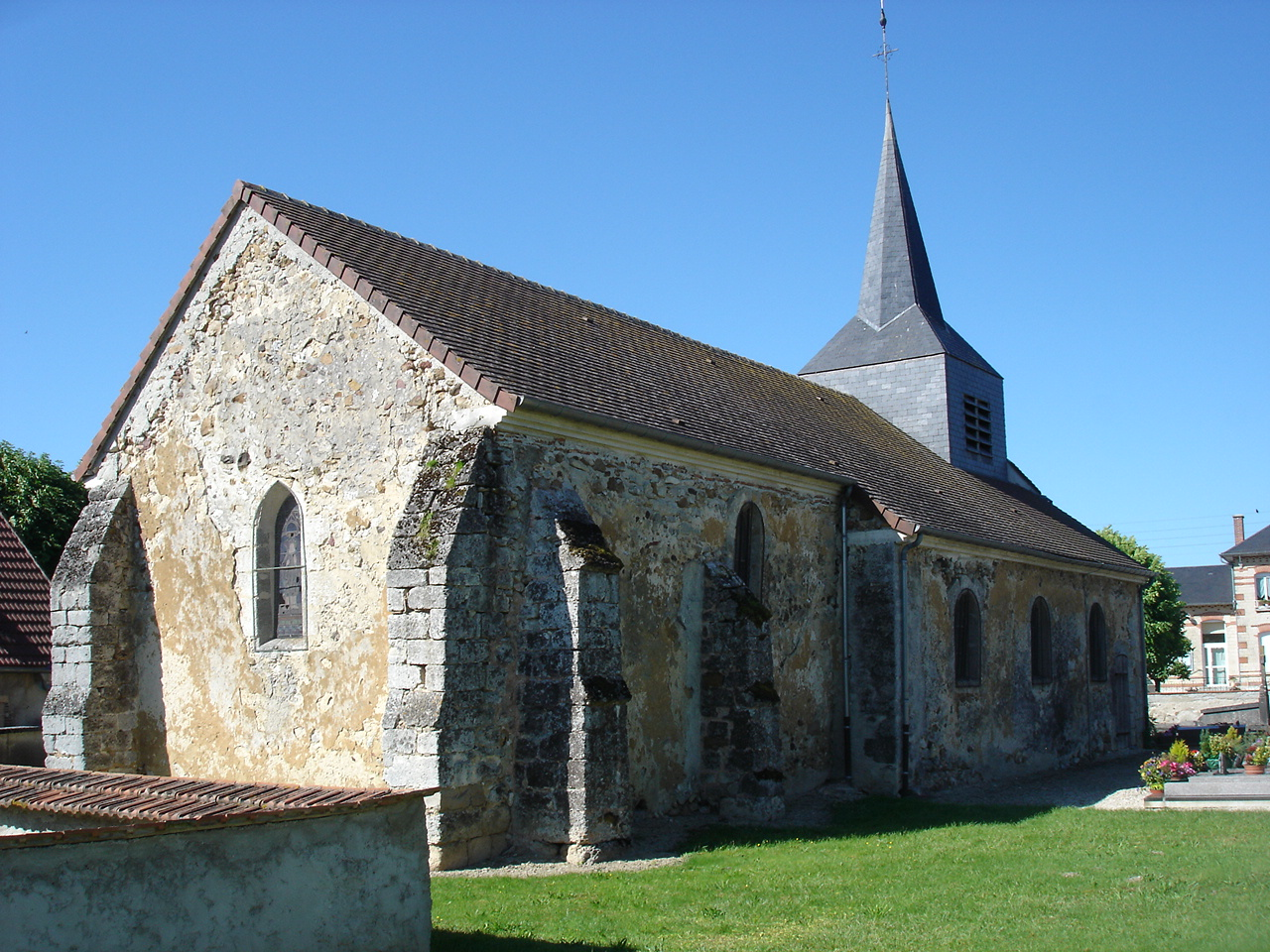
La chiesa di Étréchy

## Società

### Evoluzione demografica
Abitanti censiti